# Cycas lindstromii
Cycas lindstromii é uma espécie de cicadófita do género Cycas da família Cycadaceae, nativa do sul do Vietname. Segundo dados de 2010, a população tende a descrescer.